# Fanboys
Pour plus de détails, voir Fiche technique et Distribution.
Fanboys ou Les Fans au Québec est une comédie américaine de Kyle Newman sortie en 2009 avec Sam Huntington, Chris Marquette, Dan Fogler, Jay Baruchel, et Kristen Bell. La sortie française a eu lieu directement en DVD et Blu-ray, le 2 août 2011.

## Synopsis
En 1998, un groupe d'amis fans de Star Wars impatients d'assister à la première de La Menace fantôme vont tenter de voler une pré-version du film en s'introduisant dans le Skywalker Ranch pour permettre à l'un de leurs amis atteint d'un cancer de voir le film avant sa mort. Commence alors un « Road trip » à travers les États-Unis où les quatre amis vont devoir affronter les fans de Star Trek, qu'ils détestent, puis à se mesurer à une bande de motards délurés, à un proxénète de Las Vegas, au père d'Eric, aux gardes du Skywalker Ranch...

## Fiche technique
- Titre français et original : Fanboys
- Titre québécois : Les Fans
- Réalisation : Kyle Newman
- Scénario : Ernest Cline
- Musique : Mark Mothersbaugh
- Photographie : Lukas Ettlin
- Montage : Seth Flaum
- Décors : Cory Lorenzen
- Costumes : Johanna Argan
- Production : Evan Astrowsky, Dana Brunetti, Matthew Perniciaro et Kevin Spacey

Producteurs délégués : D. Scott Lumpkin, Kevin Mann, Bob Weinstein et Harvey Weinstein
- Sociétés de production : The Weinstein Company, Trigger Street Productions, Picture Machine et Coalition Film
- Sociétés de distribution :  États-Unis : Third Rail Releasing ;  Canada : Alliance Films ;  France : Wild Side (vidéo)
- Genre : comédie, road movie
- Dates de sortie[2] :
  -  États-Unis : 6 février 2009 (sortie limitée)
  -  France : 2 août 2011 (en DVD et Blu-Ray)

## Distribution
- Sam Huntington (VF : Stéphane Pouplard ; VQ : Hugolin Chevrette-Landesque) : Eric Bottler
- Chris Marquette (VF : Benjamin Bellecour ; VQ : Nicolas Charbonneaux-Collombet) : Linus
- Dan Fogler (VF : Loïc Houdré ; VQ : Patrice Dubois) : Harold « Hutch » Hutchinson
- Jay Baruchel (VF : Jean-Christophe Dollé ; VQ : Nicholas Savard L'Herbier) : Windows
- Kristen Bell (VF : Clotilde Morgiève ; VQ : Pascale Montreuil) : Zoe
- David Denman (VQ : Jean-François Beaupré) : Chaz Bottler
- Christopher McDonald (VQ : Benoit Rousseau) : « Big Chuck » Bottler
- Ethan Suplee (VQ : Stéphane Rivard) : Harry Knowles (le Geek roux)
- Carrie Fisher (VQ : Diane Arcand) : la doctoresse de l’hôpital
- Billy Dee Williams (VF : Jean Roche) : le juge Reinhold
- Seth Rogen (VF : Xavier Fagnon ; VQ : Tristan Harvey) : le chef des « Trekker » / le proxénète fan de Star Wars
- Jason Mewes : Jay
- Kevin Smith : Silent Bob
- Danny Trejo (VF : François Siener ; VQ : Manuel Tadros) : le « Chef »
- Ray Park : l'un des gardes du Skywalker Ranch
- William Shatner (V.F. : Bernard Tiphaine ; VQ : Mario Desmarais) : lui-même

Sources et légendes : Version française (VF) et sur le site d’AlterEgo (la société de doublage ; Version québécoise (VQ) sur Doublage.qc.ca